# Masters of the Dark Arts
Masters of the Dark Arts è il secondo album del collettivo rap La Coka Nostra

## Tracce
- 1 My Universe (Feat. Vinnie Paz)
- 2 Creed Of The Greedier
- 3 Mossad
- 4 Mind Your Business
- 5 Electronic Funeral (Feat. Sean Price)
- 6 The Story Goes On
- 7 Letter To Ouisch
- 8 Snow Beach (Feat. Thirstin Howl III)
- 9 The Eyes Of Santa Muerte (Feat. Sick Jacken)
- 10 Murder World
- 11 Coka Kings (Feat. Vinnie Paz)
- 12 .38 Revolver (Feat. Big Left)
- 13 Malverde Market
- 14 Masters Of The Dark Arts

## Tracce bonus (iTunes)
- 15 Everybody Down (feat. Jaysaun e Q-Unique)
- 16 No Hay Tiempo Para Mañana (feat. Outerspace)